# Saint-Mard-lès-Rouffy
Saint-Mard-lès-Rouffy – miejscowość i gmina we Francji, w regionie Grand Est, w departamencie Marna.
Według danych na rok 1990 gminę zamieszkiwało 86 osób, a gęstość zaludnienia wynosiła 12 osób/km².